# Ingenuino Dallago
Ingenuino Dallago, ps. Ino (ur. 16 marca 1910 w Cortina d’Ampezzo, zm. 9 sierpnia 1999 tamże tamże) – włoski skoczek narciarski i kombinator norweski.
W 1931 został mistrzem kraju w skokach narciarskich. W 1932 wystartował na igrzyskach olimpijskich w Lake Placid w skokach narciarskich na skoczni normalnej i w zawodach kombinacji norweskiej. W tej pierwszej konkurencji zajął 16. miejsce z notą 194,9 pkt. W pierwszej serii skoczył 58,5 m i uzyskał 101,4 pkt, co plasowało go na 11. pozycji, natomiast w drugiej jego odległość wyniosła 53 m i dała mu 93,5 pkt (22. lokata w serii). W kombinacji norweskiej Dallago był 17. z 346 pkt. W biegu na 18 km Włoch zajął 23. miejsce z czasem 1:46:29 s, natomiast w skokach był 16. z notą 196,0 pkt. W pierwszej serii skoczył 47,5 m, a w drugiej 52 m. W 1933 został wicemistrzem Włoch w kombinacji norweskiej.